# Phaenicophaeus
Genre
Le genre Phaenicophaeus comprend 7 espèces de Malcohas, oiseaux de la famille des Cuculidae.

## Liste des espèces
D'après la classification de référence (version 14.2, 2024) du Congrès ornithologique international (ordre phylogénique) :
- Phaenicophaeus curvirostris – Malcoha rouverdin
- Phaenicophaeus oeneicaudus – Malcoha des Mentawai
- Phaenicophaeus pyrrhocephalus – Malcoha à face rouge
- Phaenicophaeus sumatranus – Malcoha à ventre roux
- Phaenicophaeus viridirostris – Malcoha à bec vert
- Phaenicophaeus diardi – Malcoha de Diard
- Phaenicophaeus tristis – Malcoha sombre